# Río Coihaique
Río Coihaique är ett vattendrag i Chile.   Det ligger i regionen Región de Aisén, i den södra delen av landet, 1 400 km söder om huvudstaden Santiago de Chile.
I omgivningarna runt Río Coihaique växer i huvudsak blandskog. Runt Río Coihaique är det mycket glesbefolkat, med 6 invånare per kvadratkilometer.